# Långtjärnen (Ytterhogdals socken, Hälsingland, 689269-145302)
Långtjärnen är en sjö i Härjedalens kommun i Hälsingland och ingår i Ljusnans huvudavrinningsområde.